# Live Hits
Live Hits est le 1er DVD live de Melanie C. Filmé fin août 2006 à The Bridge, Londres. Melanie a interprété une sélection de chansons de ses trois premiers albums en acoustique et en électrique.

## Titres
Partie Acoustique
1. Beautiful Intentions
2. Be The One
3. If That Were Me
4. Here It Comes Again
5. Why
6. Better Alone
7. Here & Now
8. Reason

Partie Electrique
1. Beautiful Intentions
2. Yeh Yeh Yeh
3. Home
4. Northern Star
5. Never Be The Same Again
6. When You're Gone
7. Goin' Down
8. Next Best Superstar
9. You'll Get Yours
10. First Day Of My Life
11. I Turn To You